# پیتر وارلا
پیتر وارلا (انگلیسی: Peter Varellas؛ زادهٔ october ۲, ۱۹۸۴ (۴۰ سال)) ورزشکار واترپلو اهل ایالات متحده آمریکا است.
وی در مسابقات کشوری و بین‌المللی در مجموع برندهٔ ۱ مدال طلا، ۱ مدال نقره شده‌است.